# ベイラム
ベイラム(bay rum)は、ベイツリー とラム酒で作った化粧品。
ベイツリーの葉または実もしくは両方を漬けたラム酒を蒸留または濾過したもの。好みでシナモン、オールスパイス、オレンジの皮、精油などで香りを付ける。
独特の香気を持ち、アフターシェーブローション、ヘアトニック、オーデコロン、シェービングソープの香り付け、石鹸の香料として使用する。ベーラムとも表記する。

## 作り方
ガラス製の密閉容器に乾燥させた月桂樹の葉を入れ、それが浸るまでラム酒(ダークラム)を加える。それを冷暗所に二週間から一ヶ月置き、濁りがなくなるまで数回コーヒーフィルターで濾過する。